# Olsza (województwo wielkopolskie)
Olsza (niem. Kleinlinde) – wieś w Polsce położona w województwie wielkopolskim, w powiecie śremskim, w gminie Śrem. W latach 1975–1998 miejscowość położona była w województwie poznańskim.

## Położenie

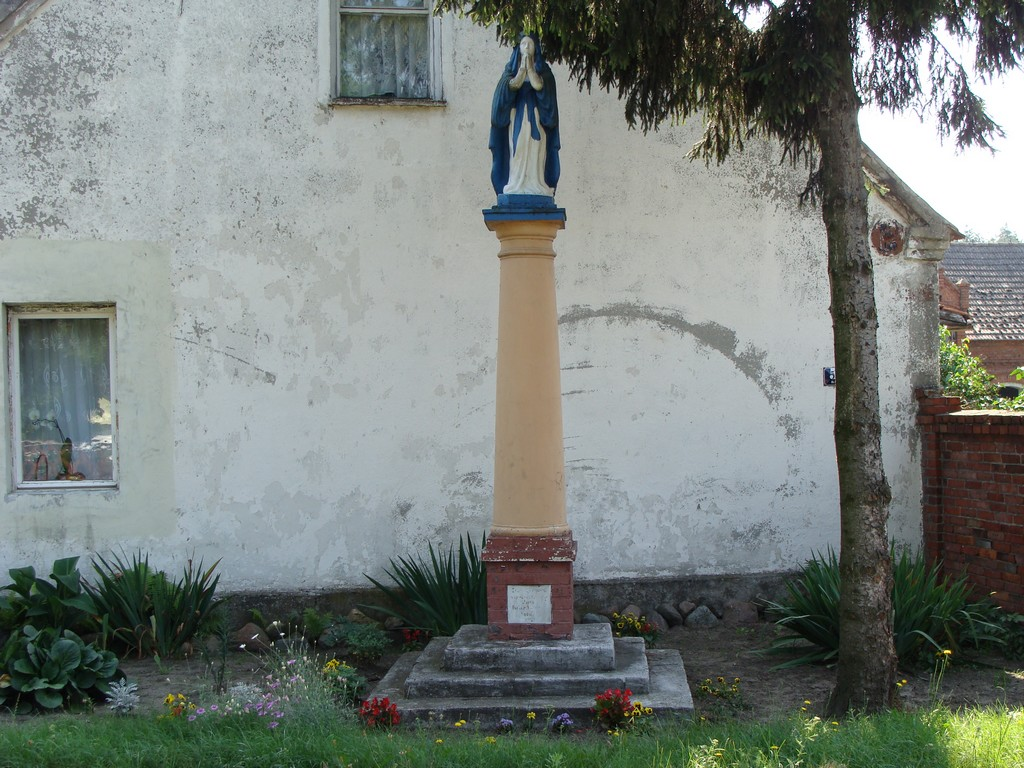
Figura Matki Boskiej Różańcowej

Położona 10 km na wschód od Śremu przy drodze powiatowej nr 4074, która prowadzi przez Bystrzek i Łęg, nad kanałem Bystrzek oraz rozlewiskami i starorzeczami Warty. Komunikację ze wsi do Śremu zapewnia komunikacja gminna. 

## Historia
Wieś powstała w 1747 jako Chrząstowskie Olędry i była zamieszkała głównie przez ludność pochodzenia niemieckiego. Zabytkami znajdującymi się w gminnej ewidencji jest figura Matki Boskiej Różańcowej z 1945 oraz cmentarz ewangelicki z I połowy XIX wieku. We wsi znajduje się stajnia klubu jeździeckiego Agro-Handel Śrem.